# Racing Louisville FC
Racing Louisville FC ist ein Frauenfußballfranchise aus Louisville in Kentucky, das seit 2021 in der National Women’s Soccer League spielt, der höchsten Liga im Frauenfußball in den USA. Eigentümer des Franchises ist Soccer Holdings LLC, dem auch der Louisville City FC aus der USL Championship gehört.
Das Team trägt seine Heimspiele im Lynn Family Stadium aus.

## Geschichte
Die Gründung des Franchises wurde am 22. Oktober 2019 bekanntgegeben.

## Stadion
- Lynn Family Stadium (11.700 Plätze); Louisville, Kentucky (seit 2021)

Der Klub teilt sich das Lynn Family Stadium und die Trainingsanlagen mit dem Louisville City FC. Das Fußballstadion wurde im Jahr 2020 eröffnet und hat eine Kapazität von 11.700 Sitzplätzen, bietet bei der Nutzung von Stehplätzen Platz für bis zu 15.300 Zuschauer.

## Trainer
- 2021: Christy Holly
- 2021: Mario Sanchez (zwischenzeitlich)
- ab 2022: Kim Björkegren

## Saisonstatistik
| Jahr | Liga | Reguläre Saison | Play-offs          | Zuschauerdurchschnitt 1 | Erfolgreichste Torschützin 1 |
| ---- | ---- | --------------- | ------------------ | ----------------------- | ---------------------------- |
| 2021 | NWSL | 9. Platz        | nicht qualifiziert | 6.587                   | Ebony Salmon (6)             |
| 2022 | NWSL | 9. Platz        | nicht qualifiziert | 6.048                   | Nadia Nadim (6)              |